# スマイル (チャールズ・チャップリンの曲)
「スマイル」（原題:Smile）は、1936年のチャールズ・チャップリンの映画『モダン・タイムス』で使用されたインストゥメンタルのテーマ曲で、チャップリンが作曲した曲。
「スマイル」はチャップリンの映画で使用されて以来、スタンダードとなった。
1954年にジョン・ターナーとジェフリー・パーソンズが歌詞とタイトルを加えた。歌詞では、歌手が聴衆に対して笑っている限りは明るい明日が常にあると元気付けている。その後、マイケル・ジャクソンなど多くのアーティストにカバーされている。

## ナット・キング・コールの「スマイル」
この歌は最初、ナット・キング・コールによって歌われ、1954年にチャートに入った。そして歌手のサニー・ゲイルによってカバーされた。ナット・キング・コールの娘であるナタリーもこの歌をカバーし、1991年のアルバム『アンフォゲッタブル』に収録されている。
イギリスでは、1954年にリタ・ローザとペトゥラ・クラークのカバーが対抗するように発表された。クラークはチャップリンと友人になった後に、この歌を再録音した。それは1968年のアルバム『The Other Man's Grass Is Always Greener』に収録された。

## マイケル・ジャクソンによるカバー
マイケル・ジャクソンは、1995年の2枚組アルバム『HIStory』に同曲を収録した。『HIStory』から8枚目のシングルとして1997年に発売される予定だったが、発売日の数日前に中止された。しかし、オランダやドイツ、南アフリカなどでは少量のシングルが流通してしまった。
この曲のリミックスは、「Is It Scary」のイギリスでのプロモーション用12インチ・シングルに収録されている。その「Downtempo Groove Mix」と呼ばれるリミックス・バージョンは、クレジットはされていないがエディー・アロヨによってリミックスが行われた。
ライブでは『HIStory World Tour』の最後のコンサートで、ダイアナ妃を追悼するためコンサートの最初に歌った。『マイケルジャクソンの真実』でマイケルは「この歌はラスベガスにいたときに歌った」とネバーランドで語っている。
同曲のショート・バージョンは、2008年のアルバム『King Of Pop』のイギリス・デラックス盤に収録されている。
2009年7月7日のマイケルの追悼式で、以前彼と交際していたブルック・シールズが「Smile」をマイケルのお気に入りだったと語った後、マイケルの兄ジャーメイン・ジャクソンがこの歌を歌った。
同曲はイギリスで74位を、ドイツで71位を、スイスで70位、オーストラリアで56位を記録した。

### チャート
| チャート（2009年）                                 | 最高位 |
| -------------------------------------------------- | ------ |
| アメリカ合衆国・ビルボード・ホット・デジタルソング | 56     |

| チャート（2009年）       | 最高位 |
| ------------------------ | ------ |
| 全英シングルチャート     | 74     |
| スイス・シングルチャート | 70     |

## その他のカバー
- ジョージ・メラクリーノのメラクリーノ・オーケストラは、1954年6月30日にロンドンでこの曲を録音した。
- 雪村いづみは、1955年12月に発売したシングル「慕情[注釈 1]」のB面に、この歌を1番は井田誠一が訳した日本語の歌詞でカバーし、2番は英語でカバーしたバージョンを収録している[10]。
- ニール・セダカ - アルバム『Circulate』（1961年）収録[11]。また、セダカはこの歌のイタリア語バージョンである「Sorridi」も録音している。
- ソウル歌手のベティ・エヴェレットとジェリー・バトラーがこの歌をデュエットしたバージョンが、1964年に発表された。その3年前、レターメンがシングル「When I Fall in Love」のB面にこの歌を収録している。
- ディーン・マーティン - アルバム『Dream with Dean』（1964年）収録[12]。
- スキータ・デイヴィス - アルバム『Skeeter Sings Standards』（1965年）収録。
- トリニ・ロペス - アルバム『The Sing Along World of Trini Lopez』（1965年）収録[13]。
- イギリスの3人組、ペドラーズ - アルバム『Freewheelers』（1967年）収録。
- エリック・クラプトンは、1974年の復帰ツアーで「スマイル」を演奏している。このバージョンは、『461 オーシャン・ブールヴァード』のデラックス・エディションと[14]、『Time Pieces Vol.II Live in the Seventies』に収録された[15]。
- バルビ・ベントン - アルバム『Barbi Benton』（1975年）収録。
- ピーノ・プレスティ - アルバム『1st Round』（1976年）収録。
- ペリー・コモ - アルバム『The Best of British』（1977年）収録。
- ウド・ユルゲンス（オーストリアの作曲家） - スティーヴィー・ウッズとのデュエット。アルバム『Nur ein Lacheln』（1979年）収録。
- ダリダは、アップビート・ディスコ・バージョンを1984年に録音した。
- ジュリア・ミゲネス（オペラ歌手） - アルバム『ジュリア・ミゲネス』（1990年）収録。
- ナタリー・コール - 父であるナット・キング・コールのトリビュート・アルバム『アンフォゲッタブル』（1991年）収録[2]。
- ホリー・コール・トリオ（カナダのジャズバンド） - アルバム『Blame It On My Youth』（1992年）収録[16]。
- ロバート・ダウニー・Jrは、1992年の映画『チャーリー』でチャップリンを演じて映画のサウンドトラックと2004年のアルバム『The Futurist』にこの歌を録音した。
- ジャズ・ピアニストのチック・コリア - アルバム『星影のステラ〜チック・コリア・ソロ・ピアノ』（1994年）収録[17]。
- ジャヴァン（ブラジルの歌手） - ポルトガル語バージョン「Sorri」。アルバム『Malasia』（1996年）収録[18]。
- ボビー・コールドウェル - アルバム『Blue Condition』（1996年）収録[19]。
- ニディア・ロハス（マリアッチの歌手） - アルバム『Si Me Conocieras』（1999年）収録。
- リッキー・リー・ジョーンズ - アルバム『It's Like This』（2000年）収録[20]。
- ジミー・スコット - アルバム『Mood Indigo』（2000年）収録[21]。
- エルヴィス・コステロ - アルバム『Cruel Smile』（2002年）この歌の2つの異なるバージョンを収録している[22]。
- ロッド・スチュワート - アルバム『ザ・グレイト・アメリカン・ソングブックVol.2』（2003年）収録（後にシングルカット）。
- ライル・ラヴェット - アルバム『Smile』（2003年）収録[23]。
- フランシス・ラッフェル（イギリスのミュージカル女優） - アルバム『Showgirl』（2004年）収録。
- ウエストライフ - アルバム『Allow Us to Be Frank』（2004年）収録[24]。
- バーブラ・ストライサンドのソロ・バージョンは、映画『モナリザ・スマイル』で使用され、2004年のアルバム『The Movie Album』に収録された[25]。
- イエスのギタリストであるスティーヴ・ハウとジャズのマーティン・テイラーは、2004年のアルバム『Masterpiece Guitars』にチェット・アトキンス奏法で録音した。
- トランペット奏者のクリス・ボッティは、エアロスミスのスティーヴン・タイラーとこの曲を録音し、ボッティの2005年のアルバム『To Love Again: The Duets』に収録された[26]。
- 槇原敬之 - アルバム『Listen To The Music 2』（2005年）収録[27]。
- マリア・フリードマン - アルバム『Now and Then』（2006年）収録。
- ルイス・ミゲル（メキシコの歌手） - スペイン語バージョン「Sonrie」。アルバム『Navidades』（2006年）収録[28]。
- トニー・ベネットは、2006年に『Duets: An American Classic』でこの歌をバーブラ・ストライサンドとデュエットした[29]。
- マデリン・ペルー - アルバム『Half the Perfect World』（2006年）収録[30]。
- レイ・クイン（イギリスのテレビ番組『Xファクター』の出演者） - デビュー・アルバム『Doing It My Way』（2007年）収録[31]。また、Xファクター・シリーズ5のファイナリストであるダイアナ・ヴィッカーズもこの歌をカバーしている。
- コニー・タルボット - 『Over The Rainbow』（2007年）収録[32]。
- R&B歌手のジャネル・モネイ - アルバム『Metropolis: Suite I (The Chase)』（2008年）収録。[33]。
- FOXのテレビドラマ『glee/グリー』のキャストが、「スマイル」のカバーを演奏している。2009年に発表されたアルバム『グリー 踊る♪合唱部!? 〈シーズン1〉 Volume 2』に収録。[34]。
- ハリー・コニック・ジュニア - アルバム『Your Songs』（2009年）収録[35]。
- アン・サリー - 『NHKスペシャル マネー資本主義』（NHK総合、2009年）で、この番組のために細野晴臣がアレンジ／プロデュースしたヴァージョンを歌った[36]。
- サルサ歌手であるラ・インディアは、2010年のアルバム『Unica』にマイケル・ジャクソンへのトリビュートとしてこの歌のサルサ・バージョンを録音した[37]。
- MISIA - カバー・アルバム『MISIAの森 -Forest Covers-』（2011年）収録。東日本大震災で被災した宮城県仙台市の3つの少年少女合唱団によるコーラス参加でカバーした。このバージョンは山崎貴監督・東宝配給の3DCGアニメ映画『friends もののけ島のナキ』の主題歌となった[38]。
- イル・ヴォーロ（イタリアのティーンエイジ・ボーイズグループ） - アルバム『イル・ヴォーロ』（2011年）収録。
- ヘイリー・ロレン（アメリカのジャズシンガー） - アルバム『Heart First』（2011年）収録。
- 細野晴臣 - アルバム『HoSoNoVa』（2011年）収録[39]。
- クミコ（日本のシャンソン歌手） - アルバム『アロング・ザ・ソングズ 〜この歌と歩いてきた〜』（2012年）収録。日本語でカバー。
- オルケスタ・リブレと柳原陽一郎 - アルバム『うたのかたち〜UTA NO KA・TA・CHI（Red Disc）』（2012年）収録。歌詞は後半のみ柳原による訳が付いている。
- 由紀さおり - アルバム『スマイル』（2013年）収録。日本語でカバー。
- Ryu（韓国の歌手） - アルバム『Love note』（2013年）収録。
- 上白石萌音 - カバーミニアルバム『chouchou』（2016年）収録。英語でカバー。
- 「スマイル」はバーバーショップ音楽（米国独特のア・カペラ男性4部合唱）に適応し、多くの合唱団にこの歌は歌われた。
- 有馬ゆみこ - 自身のYouTubeチャンネルにて、ピアノ奏者 満園彩絵 の伴奏にてカバー発表（2021年6月）。英語でカバー。
- 藤重政孝 - Happyクリスマスミュージカルコンサートにて発表(2023年12月)。英語でカバー。